# 馬爾薩斯模型
马尔萨斯模型（英語：Malthusian growth model）本质上是一个简单指数增长模型，即函数与函数增长率成正比。该模型得名于托马斯·罗伯特·马尔萨斯，他于1798年写下了最早的人口学著作之一《人口論》。
马尔萨斯增长模式的数学表达如下：
{\displaystyle P(t)=P_{0}e^{rt}}
其中：
- P0 = P(0) 是初始种群规模（人口数量）；
- r 为人口增长率，羅納德·愛爾默·費雪称之为马尔萨斯人口增长参数[2]，阿弗雷德·洛特卡称之为内禀增长率[3][4]；
- t 为时间。

这个模型也可以用微分方程形式表达：
{\displaystyle {\frac {dP}{dt}}=rP}
初始条件为P0 = P(0)。
该模型常称为指数定律（exponential law）。它在种群生态学中被认为是种群动态的第一原理。

## 局限
马尔萨斯模型忽略了环境承载力，在环境约束下，人口不可能无限增长。皮埃尔·弗朗索瓦·韦吕勒在阅读了马尔萨斯的论文后，于1838年提出了考虑了资源限制的模型，也就是逻辑斯谛函数。